# FLYING SAUCER
『FLYING SAUCER』（フライング・ソーサー）は、クレイジーケンバンド14枚目のオリジナル・アルバム。2013年5月22日発売。DVD付初回限定盤と通常盤の2形態で発売。DVDはミュージック・ビデオ7曲収録。2015年1月1日に2枚組LPレコードで発売。

## 収録曲
作詞・作曲：横山剣（特記以外）
編曲：横山剣/小野瀬雅生（特記以外）

### CD
1. 円盤 -Flying Saucer-
2. 地球が一回転する間に
  - 作詞：横山剣/赤星サトル
  - 「西友」CMソング
3. 太陽 -Sunbeam-
  - 作詞・作曲：横山剣/菅原愛子
4. Hey Que Pasa?
5. 旅客機
6. 幻灯機 -Magic Lantern-
7. eye catch -Magic Lantern part 2-
8. 7月14日
9. 箱根スカイライン
10. SOUL FOOD
  - テレビ東京系ドラマ「めしばな刑事タチバナ」オープニング曲
11. eye catch -Platinum tunnel-
12. UFO BOOGIE （Instrumental）
  - 作曲・編曲：小野瀬雅生
13. 宇宙旅行の渡り鳥
  - 作詞：水島哲　作曲：叶弦大
14. タイに行きたい
15. 廃車復活
16. インターチェンジ
17. シフト･チェンジ
18. eye catch -Beginning of the End-
19. 興奮
20. SOUL BROTHER 「やさぐれファンク"渋谷路地裏編"」（Remixed by MURO）
21. ま、いいや
  - 作詞：横山剣/行定勲
  - 東映映画「つやのよる　ある愛に関わった、女たちの物語」主題歌

### DVD
1. ガールフレンド [MUSIC VIDEO]
2. VIVA 女性 [MUSIC VIDEO]
3. 1107 [MUSIC VIDEO]
4. いっぱい いっぱい [MUSIC VIDEO]
5. ワイルドで行こう!!! [MUSIC VIDEO]
6. 不良倶楽部 [MUSIC VIDEO]
7. ま、いいや [MUSIC VIDEO]